# Ian Somerhalder
Ian Joseph Somerhalder (født 8. december 1978) er en amerikansk skuespiller, model og producer.
Han er især kendt for sin rolle som Boone Carlyle i tv-serien Lost samt som vampyren Damon Salvatore tv-serien The Vampire Diaries.
Derudover medvirkede han filmen Pulse, hvor han spiller overfor Kristen Bell, og har en hovedrolle i filmen Wake, hvor han spiller overfor Bijou Phillips. Somerhalder er desuden med i serien Young Americans, ligesom han har medvirket i nogle afsnit af serien Smallville.
Ian stiftede i 2010 Ian Somerhalder Foundation(ISF), som kæmper for dyrs rettigheder, et rent miljø og for at bevare truede dyrearter.

## Filmografi

### Film
| År   | Titel                            | Rolle                         | Noter      |
| ---- | -------------------------------- | ----------------------------- | ---------- |
| 1998 | Celebrity                        | ukrediteret                   |            |
| 2001 | Life as a House                  | Josh                          |            |
| 2002 | Changing Hearts                  | Jason Kelly                   |            |
| 2002 | The Rules of Attraction          | Paul Denton                   |            |
| 2004 | In Enemy Hands                   | U.S.S. Swordfish Danny Miller |            |
| 2004 | The Old Man and the Studio       | Matt                          | Kortfilm   |
| 2006 | National Lampoon's TV: The Movie | ukrediteret                   |            |
| 2006 | Pulse                            | Dexter                        |            |
| 2006 | The Sensation of Sight           | Drifter                       |            |
| 2008 | The Lost Samaritan               | William Archer                |            |
| 2009 | Wake                             | Tyler                         |            |
| 2009 | The Tournament                   | Miles Slade                   |            |
| 2010 | How to Make Love to a Woman      | Daniel Meltzer                |            |
| 2013 | Caught On Tape                   | Officer Lewis                 |            |
| 2013 | Time Framed                      | Agent Black                   | Short Film |
| 2014 | The Anomaly                      | Harkin Langham                | [ 7 ]      |

### Fjernsyn
| År        | Titel                             | Rolle             | Noter                                            |
| --------- | --------------------------------- | ----------------- | ------------------------------------------------ |
| 1997      | The Big Easy                      | I.Q.              | 1 episode: "The Black Bag"                       |
| 1999      | Now and Again                     | Brian             | 1 episode: "A Girl's Life"                       |
| 2000      | Young Americans                   | Hamilton Fleming  | alle 8 episoder                                  |
| 2001      | Anatomy of a Hate Crime           | Russell Henderson | TV Film                                          |
| 2002      | CSI: Crime Scene Investigation    | Tony Del Nagro    | Sæson 3 1 episode: "Revenge Is Best Served Cold" |
| 2002      | Law & Order: Special Victims Unit | Charlie Baker     | 1 episode: "Dominance"                           |
| 2003      | CSI: Miami                        | Ricky Murdoch     | 1 episode: "The Best Defense"                    |
| 2004      | Fearless                          | Jordan Gracie     | Usolgte TV pilot                                 |
| 2004      | Smallville                        | Adam Knight       | 6 episoder                                       |
| 2007      | Marco Polo                        | Marco Polo        | TV Film                                          |
| 2007      | Tell Me You Love Me               | Nick              | 6 episoder                                       |
| 2008      | Lost City Raiders                 | Jack Kubiak       | TV Film                                          |
| 2009      | Fireball                          | Lee Cooper        | TV Film                                          |
| 2004–2010 | Lost                              | Boone Carlyle     | 28 episoder.                                     |
| 2009–2017 | The Vampire Diaries               | Damon Salvatore   | Hovedrolle                                       |
| 2014      | Years of Living Dangerously       | som sig selv~     | dokumentarserie 1 episode: "Ice & Brimstone"     |